# 景寿
景寿（1829年—1889年），富察氏，道光十年庚寅十二月二十三日出生，满洲镶黄旗人，清朝额驸，娶道光帝第六女寿恩固伦公主，咸丰帝顧命八大臣之一。

## 生平
景寿是李榮保之子傅文的五世孫。父親为一等公、工部尚书博啓圖。景寿为庶出，当时并无爵位。道光二十四年（1844年），赐头品顶戴，在上书房读书。同年，指配道光帝第六女寿恩固伦公主。次年（1845年）四月，公主下嫁，两人完婚。
咸丰五年（1854年）七月，荐受蒙古都統，六年正月授御前大臣，赐用紫缰，寻授領侍衛內大臣。咸丰六年，景寿之兄一等公景庆无子去世，景寿袭爵，咸丰十年八月（1860年），景寿扈驾热河，十一年（1861年）七月与怡亲王載垣等共八人为赞襄政务大臣。慈安太后、慈禧太后與恭親王奕訢發動「祺祥政變」。十月削职，仍留公爵及额驸品级。
同治元年（1862年）二月任蒙古都统，三月授御前大臣。同治三年（1863年）七月仍赐紫缰，十月授领侍卫内大臣，十三年（1874年）十二月命管神机营事务。光绪十五年（1889年）六月去世，谥端勤。

## 家庭
景寿有记载至少四子六女，但没有任何一个孩子有迹象为寿恩固伦公主所生。
子志端，1870年娶荣寿固伦公主，1875年卒。
女和碩睿親王魁斌嫡福晉、和碩莊恭親王載功嫡福晉、和碩鄭恪亲王凱泰嫡福晋、奉恩镇国公載㷇嫡妻、宗室溥爽嫡妻、郎中宗室文良继妻。